# Charles van Wijk
Charles Hendrik Marie (Charles) van Wijk (Den Haag, 31 januari 1875 – aldaar, 1 oktober 1917) was een Nederlandse beeldhouwer.

## Leven en werk
Van Wijk werd geboren op 31 januari 1875 als zoon van Hendrik Bernardus van Wijk, kopergieter, en Petronella Philippina Windt. Hij studeerde eerst aan de Koninklijke Academie van Beeldende Kunsten in Den Haag onder leiding van Eugène Lacomblé en daarna ook in Brussel (1896-1897) en Parijs. Hij trouwde in 1902 met Anna Maris, dochter van schilder Jacob Maris. Hij woonde en werkte voornamelijk in Den Haag, naast enige tijd in Voorburg.
Hij maakte figuren ontleend aan het platteland (Veluwe) en het vissersleven (Volendam en Scheveningen). Later vervaardigde hij ook veel monumenten. Naast het beeldhouwen in steen was hij ook de techniek van het bronsgieten machtig. Hij was lid van de kunstenaarsvereniging Arti et Amicitiae te Amsterdam en behaalde talrijke onderscheidingen.

## Portretten van Charles van Wijk

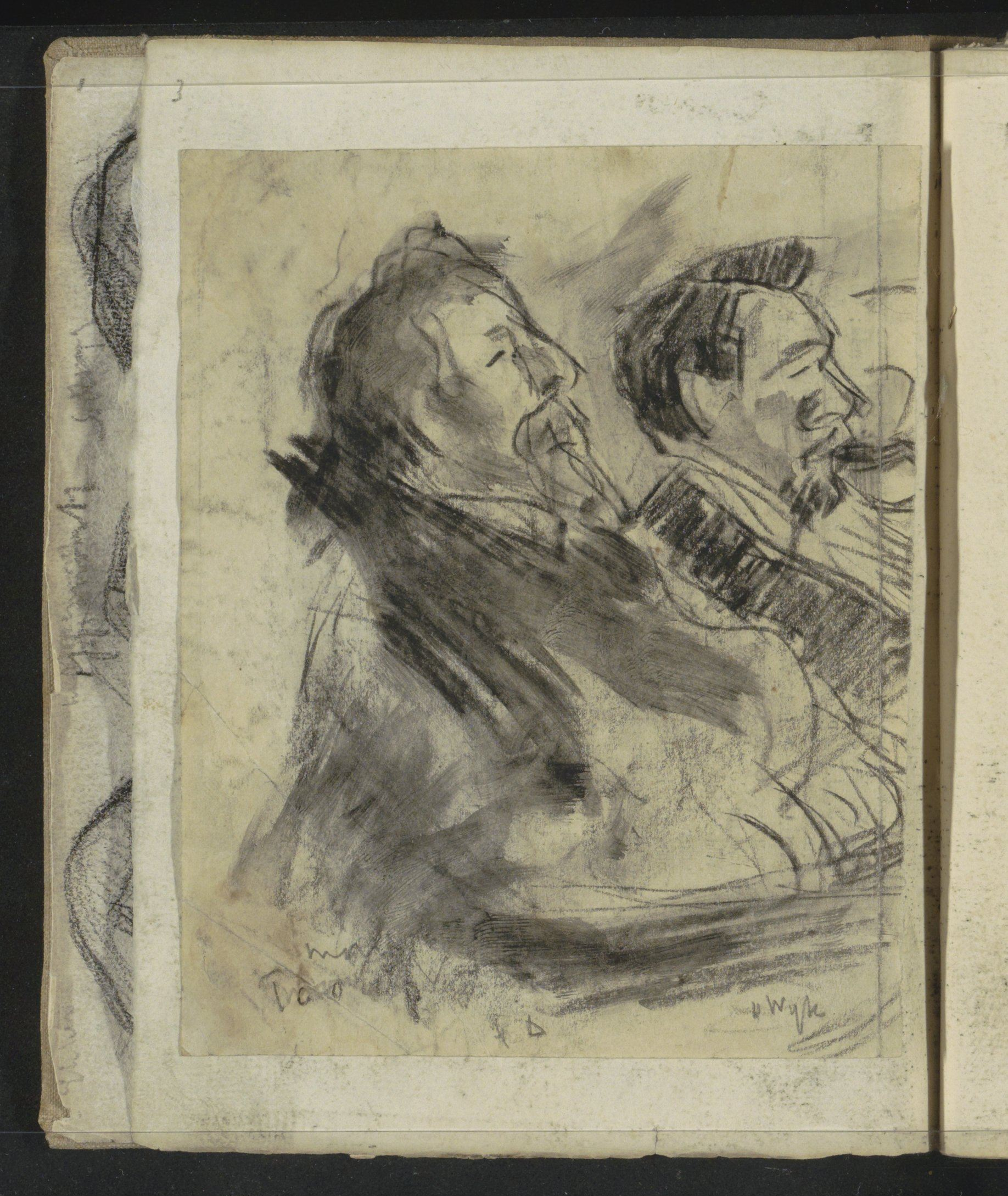
Dubbelportret van Jan Toorop en Charles van Wijk door Floris Arntzenius
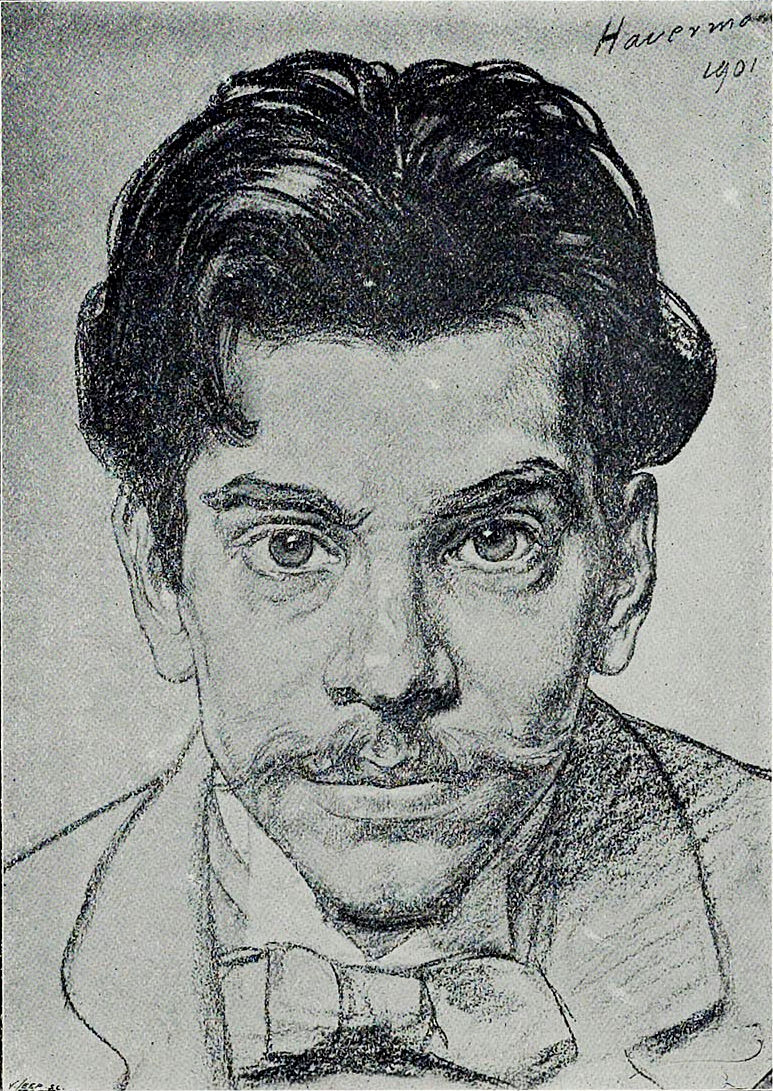
Portret door Hendrik Haverman
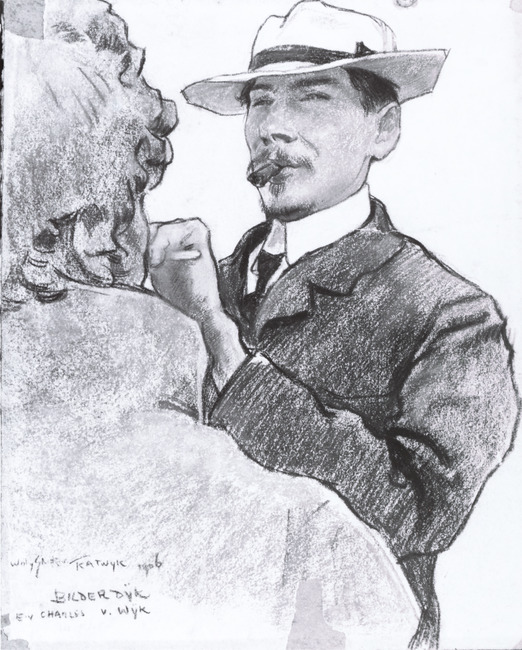
Portret door Willy Sluiter

## Werken
Enkele van zijn sculpturen in de openbare ruimte zijn:
- 1895 - Atjeh-reliëf, sinds 1970 op Bronbeek (Arnhem), uitgevoerd door Lodewijk Henzen
- 1906 - borstbeeld Willem Bilderdijk, brons, Rijksmuseum, Amsterdam
- 1908 - borstbeeld van Everhardus Johannes Potgieter in het park Potgietersingel in Zwolle
- 1915 - monument Jacobus van 't Hoff, brons, 's-Gravendijkwal, Rotterdam (onthulling 17 april 1915) (twee kalkstenen zijbeelden in 1997 vervangen door replica's gemaakt door Marthe Stigter)
- 1916 - Gedenkmonument Jacob en Willem Maris, Carnegielaan, Den Haag (onthulling 17 juni 1916)
- 1916 - fontein ter herinnering aan Willem Schürmann (1876-1915, roman- en toneelschrijver), steen en brons, Parklaan, Rotterdam (onthulling 18 oktober 1916)
- 1918 - beeld Lodewijk Thomson, brons, voltooid na zijn overlijden door beeldhouwer Arend Odé, Thomsonplein, Den Haag (onthulling 14 september 1918)
- 1920 - beeld Johan van Oldenbarnevelt, brons, ontwerp, na zijn overlijden uitgevoerd door Arend Willem Maurits Odé, Coolsingel, stadhuis Rotterdam (onthulling 9 december 1920)

## Afbeeldingen

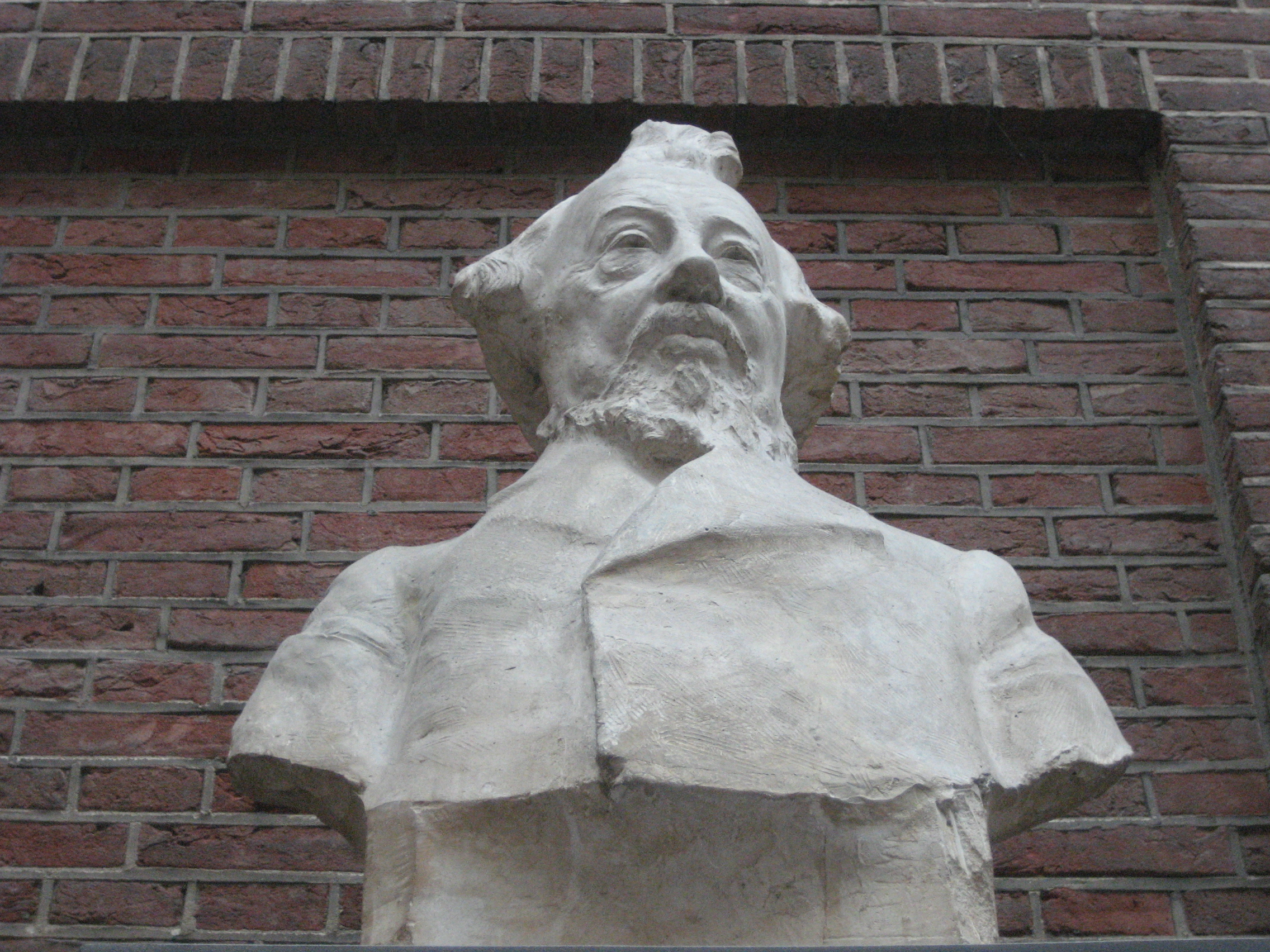
Buste van Hendrik Kern in Leiden.
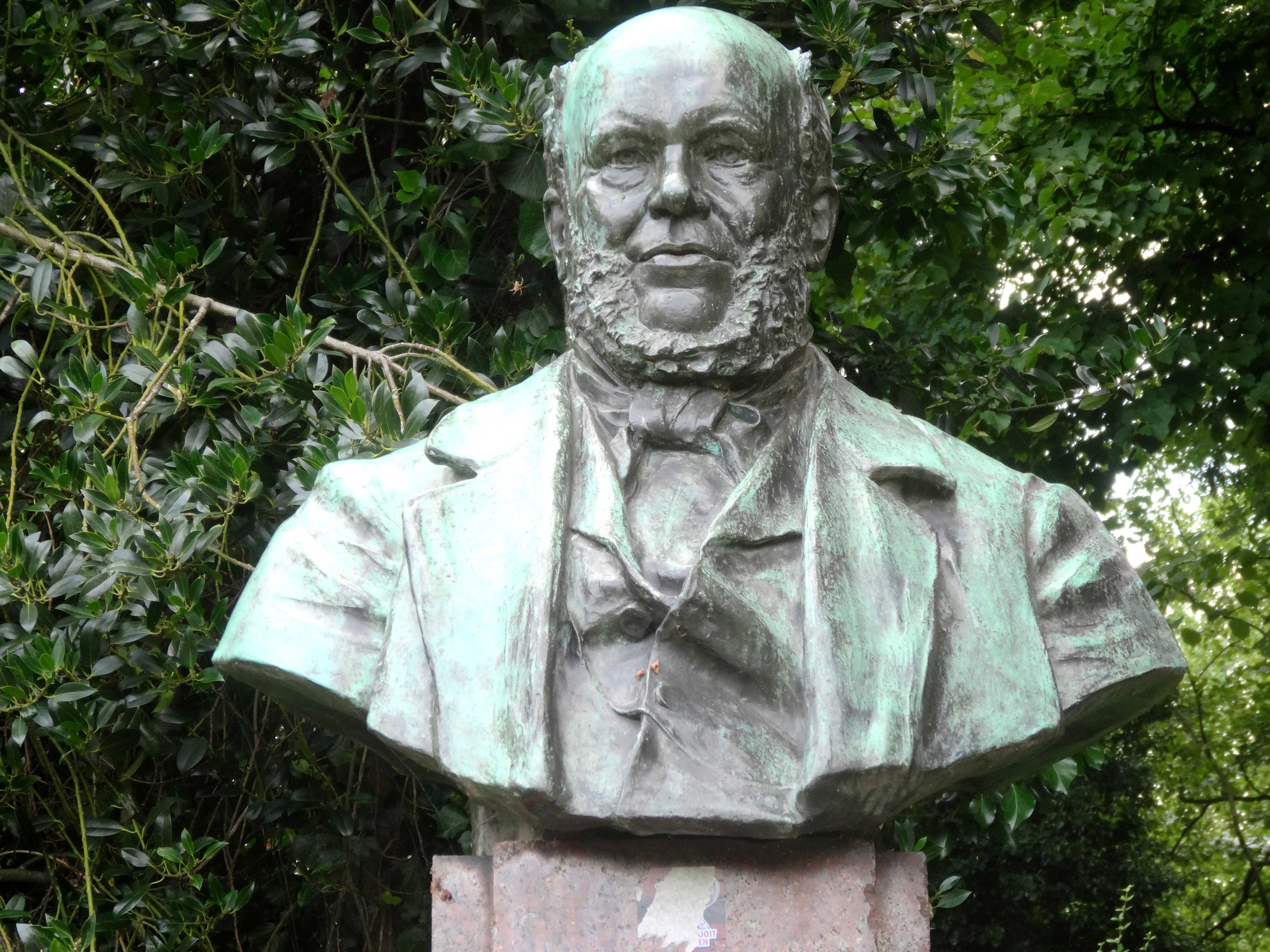
Borstbeeld van E.J. Potgieter aan de Potgietersingel in Zwolle (1908)
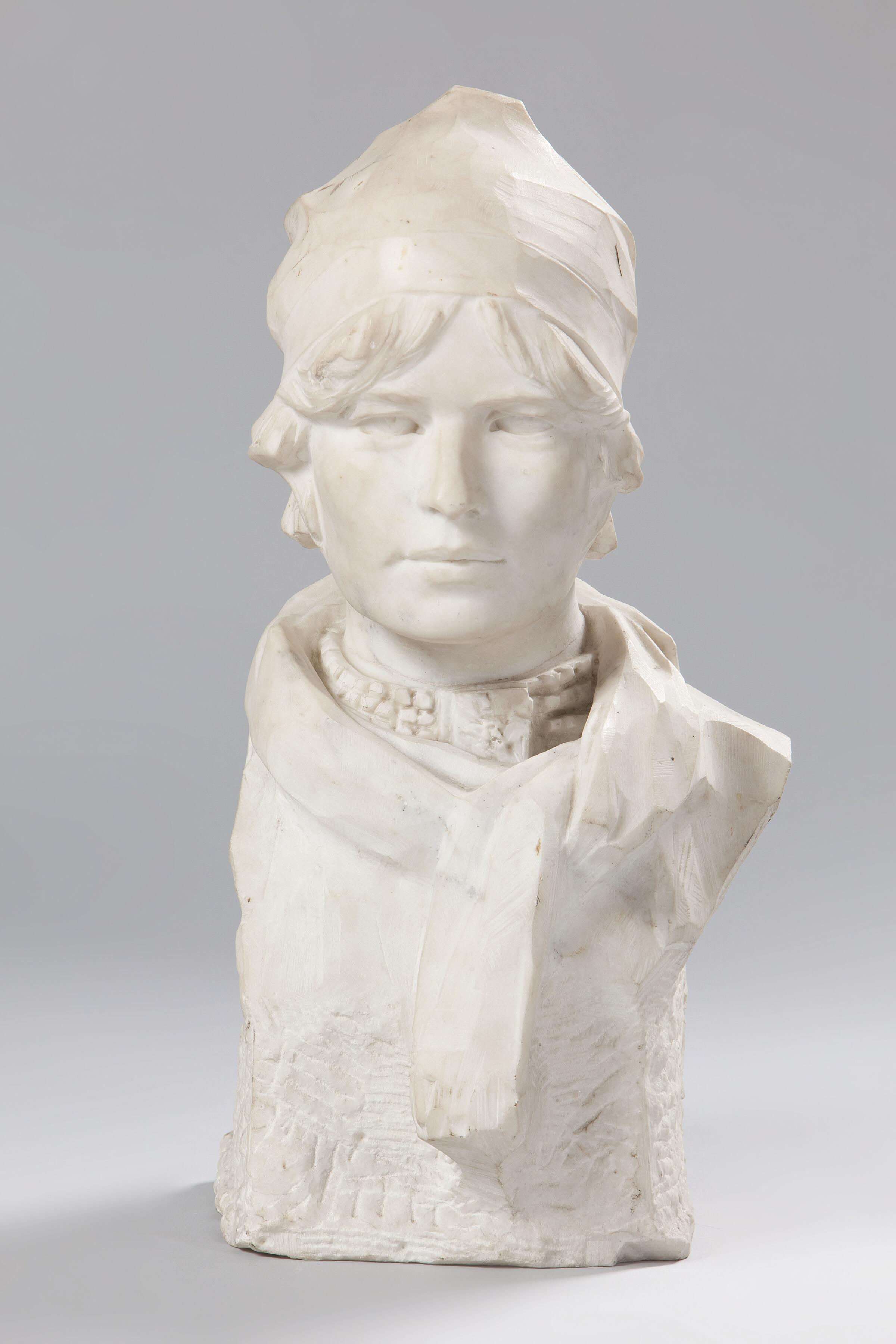
Buste van Hille Butter (1910)
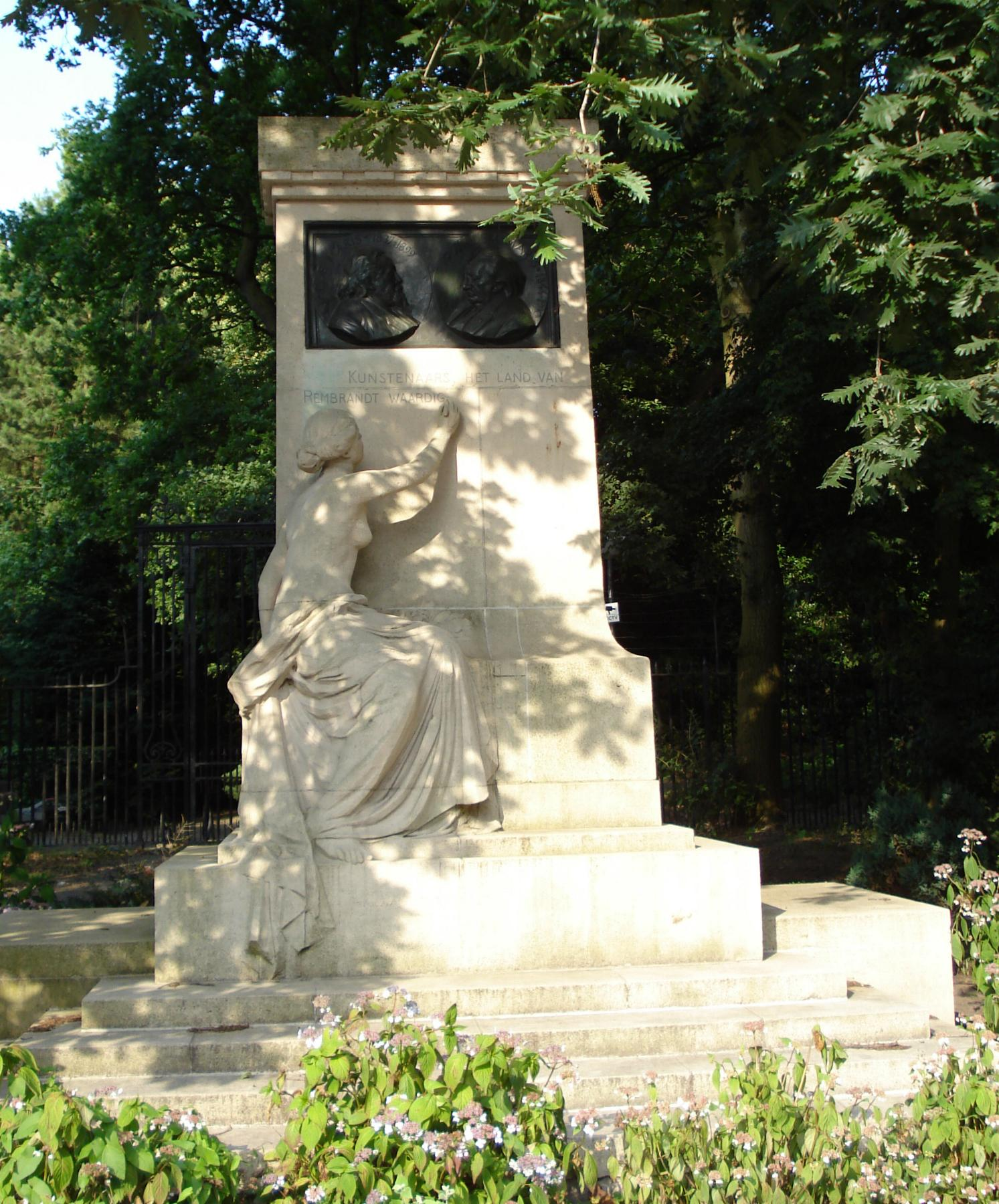
Gedenkmonument Jacob en Willem Maris (1916)
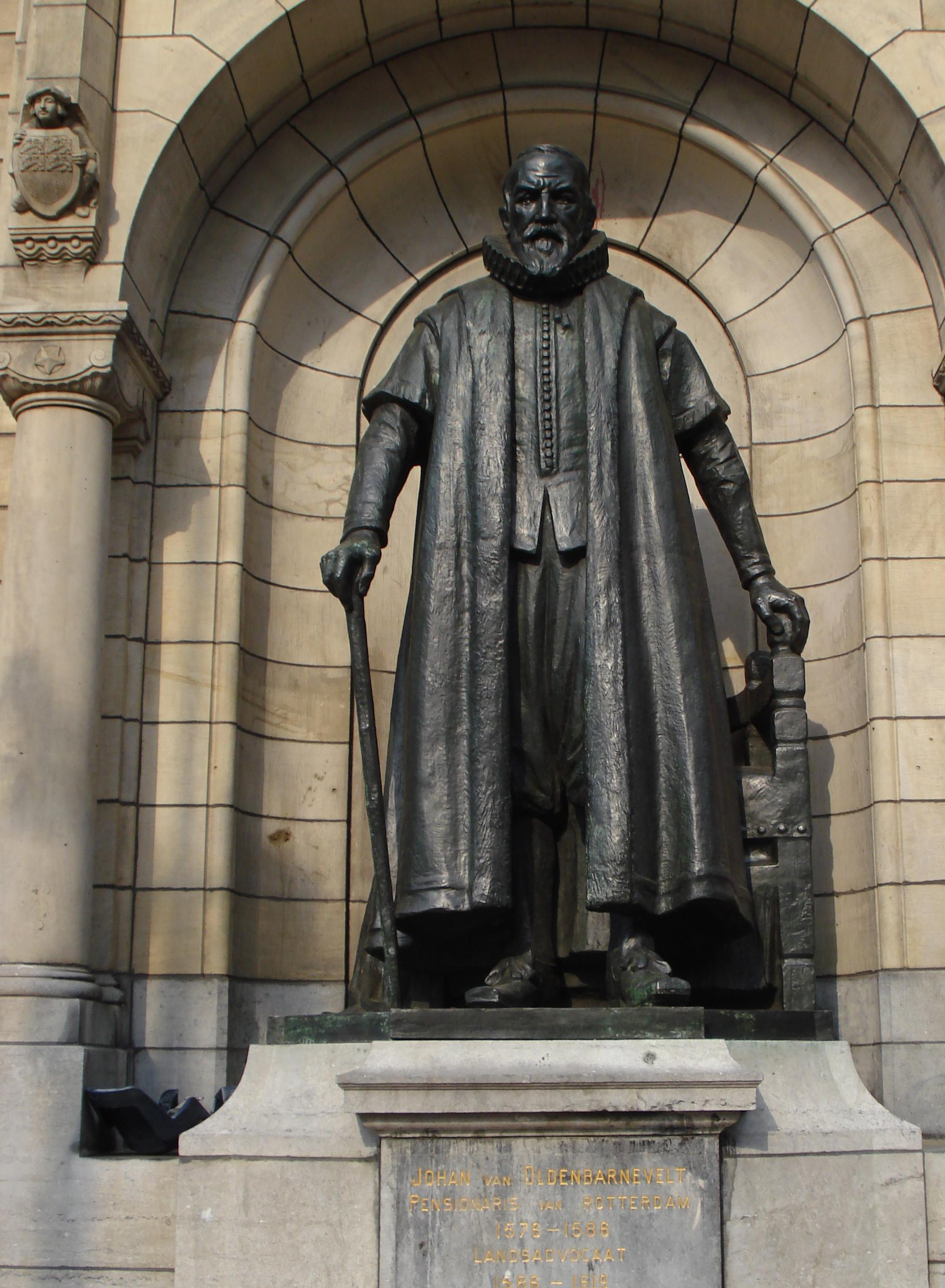
Johan van Oldenbarnevelt in Rotterdam (1920)

- Biografisch Portaal: 83798596
- Gemeinsame Normdatei: 122266927
- International Standard Name Identifier: 0000 0000 4617 8550
- Library of Congress Control Number: nr00020068
- Nederlandse Thesaurus van Auteursnamen: 070057095
- RKD-Nederlands Instituut voor Kunstgeschiedenis: 92038
- Virtual International Authority File: 32873938
- WorldCat: E39PBJdcDqKXxHcgJXKym4Dg8C